# ČD-Baureihe 750.7
Die Fahrzeuge der ČD-Baureihe 750.7 sind dieselelektrische Lokomotiven des tschechischen Eisenbahnverkehrsunternehmens České dráhy (ČD) für den Schnell- und Eilzugverkehr. Sie entstanden im Rahmen eines Rekonstruktionsprogrammes aus Fahrzeugen der Baureihe 750 (vormals T 478.3).

## Geschichte
Die Lokomotiven der Baureihe 750.7 entstanden bei CZ LOKO in Česká Třebová aus den Fahrzeugen der Baureihe 750, die in den 1970er Jahren von ČKD Praha für die damaligen Tschechoslowakischen Staatsbahnen (ČSD) als Reihe T 478.3 gebaut worden waren. Von den Spenderlokomotiven blieben nur mehr Rahmen, Fahrzeugkasten und die Drehgestelle mit den Fahrmotoren. Die gesamte Antriebsanlage und die Führerstände wurde erneuert. Als Hauptantrieb wurde ein neuer Dieselmotor des Typs CAT 3512 C von Caterpillar eingebaut. Darüber hinaus erhielten die Fahrzeuge eine Wendezugsteuerung.
Die 19 Lokomotiven erhalten seit 2024 von AŽD Praha die Fahrzeuggeräte für das europäische Zugbeeinflussungssystem ETCS. Stand 1. Februar 2025 sind 10 der 19 Lokomotiven umgebaut. Nach einer Ausschreibung für die Umrüstung war AŽD Praha mit den Partnern CAF Signalling und CZ Loko der einzige Bieter. Die Kosten für den Einbau betragen insgesamt 266,3 Millionen Kronen.
Die Lokomotiven waren im Jahr 2025 in den Depots Bohumín, Šumperk und Brno-Maloměřice stationiert. Sie kommen in der Mährisch-Schlesischen Region zusammen mit modernen Doppelstockwagen auf der Linie Ostrava–Frenštát pod Radhoštěm zum Einsatz. Im Schnell- und Eilzugzugverkehr laufen sie im Jahr 2025 vor den Zügen der Linien Šumperk–Jeseník, R12 Brno–Jeseník, R11 Brno–Jihlava und R18 Staré Město–Luhačovice (Slovácký express). Grundsätzlich sind die Lokomotiven auch als fahrleitungsunabhängige Reserve für einen etwaigen Notbetrieb auf den Korridorstrecken vorgesehen.